# Michel Avanzini
Michel Avanzini (Aadorf, 28 marzo 1989) è un ex calciatore svizzero, di ruolo centrocampista.

## Carriera

### Club
Cresce calcisticamente nelle giovanili del Winterthur. Nella stagione 2010-2011 ha giocato 11 partite di Europa League con la maglia del Losanna. Il 17 luglio 2014 viene annunciato il suo trasferimento al Servette  e tre giorni dopo fa il suo debutto ufficiale con la squadra ginevrina contro il Bienne segnando anche la sua prima rete.. Durante la pausa estiva del 2015 fa ritorno al Winterthur dove milita tuttora.

### Nazionale
Ha giocato alcune partite amichevoli con l'Under-18, l'Under-19 e l'Under-20.